# Játék határok nélkül 1995
Az 1995-ös Játék határok nélkül a sorozat 26. évada volt.
- Műsorvezetők: Geszler Dorottya 1-9. elődöntők, Balogh Erika Döntő és Gundel Takács Gábor
- Nemzeti bíró: Németh Lehel

## Részt vevő országok
- Svájc (CH): Piros
- Csehország (CZ): Narancssárga
- Görögország (GR): Sötétkék
- Magyarország (H): Sárga
- Olaszország (I): Világoskék
- Málta (M): Fehér
- Portugália (P): Zöld

## 1. elődöntő
- Helyszín: Milánó, Olaszország
- Tematika: Leonardo da Vinci találmányai

| Hely | Ország | Város               | Pont |
| ---- | ------ | ------------------- | ---- |
| 1    | CH     | Vallemaggia         | 68   |
| 2    | CZ     | Veselí nad Moravou  | 61   |
| 3    | H      | Szeged              | 60   |
| 4    | I      | Milánó              | 52   |
| 5    | P      | Vila Franca de Xira | 49   |
| 6    | GR     | Mykonos             | 47   |
| 7    | M      | Ħaż-Żebbuġ          | 38   |

## 2. elődöntő
- Helyszín: Brno, Csehország
- Tematika: Régi mesterségek

| Hely | Ország | Város             | Pont |
| ---- | ------ | ----------------- | ---- |
| 1    | CZ     | Brno              | 76   |
| 2    | I      | Latina            | 62   |
| 3    | P      | Paços de Ferreira | 55   |
| 4    | CH     | Biasca            | 51   |
| 5    | GR     | Batsi             | 46   |
| 5    | M      | San Lawrence      | 46   |
| 7    | H      | Sátoraljaújhely   | 37   |

## 3. elődöntő
- Helyszín: Milánó, Olaszország
- Tematika: Milánói hagyományok

| Hely | Ország | Város        | Pont |
| ---- | ------ | ------------ | ---- |
| 1    | GR     | Rodosz       | 62   |
| 1    | H      | Eger         | 62   |
| 3    | CZ     | Děčín        | 59   |
| 4    | CH     | San Gottardo | 58   |
| 4    | I      | Brunico      | 58   |
| 6    | P      | Serpa        | 42   |
| 7    | M      | Attard       | 36   |

## 4. elődöntő
- Helyszín: Vilamoura, Portugália
- 1995, az évfordulók éve

| Hely | Ország | Város         | Pont |
| ---- | ------ | ------------- | ---- |
| 1    | P      | Faro          | 74   |
| 2    | H      | Tiszaújváros  | 65   |
| 3    | CZ     | Frýdlant      | 54   |
| 4    | GR     | Kos           | 51   |
| 5    | M      | Rabat         | 46   |
| 6    | CH     | Gambarogno    | 42   |
| 7    | I      | Vibo Valentia | 36   |

## 5. elődöntő
- Helyszín: Milánó, Olaszország
- Tematika: Sforza és Visconti

| Hely | Ország | Város            | Pont |
| ---- | ------ | ---------------- | ---- |
| 1    | CZ     | Hradec Králové   | 66   |
| 2    | CH     | Ascona           | 60   |
| 3    | M      | Fgura            | 55   |
| 3    | P      | Viana do Castelo | 55   |
| 5    | H      | Pápa             | 52   |
| 6    | I      | Arona            | 50   |
| 7    | GR     | Amfilochia       | 29   |

## 6. elődöntő
- Helyszín: Athén, Görögország
- Tematika: Ezópusz meséi

| Hely | Ország | Város             | Pont |
| ---- | ------ | ----------------- | ---- |
| 1    | I      | Lanusei Ogliastra | 70   |
| 2    | P      | Amadora           | 60   |
| 3    | CZ     | Turnov            | 55   |
| 3    | H      | Hódmezővásárhely  | 55   |
| 5    | CH     | Lugano            | 54   |
| 6    | GR     | Athén             | 44   |
| 7    | M      | Ħal Tarxien       | 43   |

## 7. elődöntő
- Helyszín: Budapest, Magyarország
- Tematika: Magyar operettek

| Hely | Ország | Város                         | Pont |
| ---- | ------ | ----------------------------- | ---- |
| 1    | H      | Budapest Belváros, Lipótváros | 62   |
| 2    | I      | Mondragone                    | 61   |
| 3    | CZ     | Litvínov                      | 56   |
| 4    | P      | Aveiro                        | 53   |
| 5    | CH     | Malcantone                    | 50   |
| 6    | M      | Siġġiewi                      | 49   |
| 7    | GR     | Hydra                         | 33   |

## 8. elődöntő
- Helyszín: San Ġiljan, Málta
- Tematika: A máltai naptár

| Hely | Ország | Város         | Pont |
| ---- | ------ | ------------- | ---- |
| 1    | GR     | Pátra         | 59   |
| 2    | P      | Águeda        | 57   |
| 3    | CH     | Balerna       | 54   |
| 3    | H      | Gödöllő       | 54   |
| 5    | M      | San Ġiljan    | 53   |
| 6    | I      | Pietra Ligure | 51   |
| 7    | CZ     | Plzeň         | 41   |

## 9. elődöntő
- Helyszín: Vilamoura, Portugália
- Tematika: Algarve tartomány legendái és hagyományai

| Hely | Ország | Város          | Pont |
| ---- | ------ | -------------- | ---- |
| 1    | CZ     | Domažlice      | 63   |
| 2    | CH     | Capriasca      | 62   |
| 2    | H      | Százhalombatta | 62   |
| 4    | P      | Loulé          | 60   |
| 5    | I      | Sorrento       | 48   |
| 6    | GR     | Thessaloniki   | 46   |
| 7    | M      | Qormi          | 28   |

## 10. elődöntő
- Helyszín: Athén, Görögország
- Tematika: Thézeusz hőstettei

| Hely | Ország | Város                                   | Pont |
| ---- | ------ | --------------------------------------- | ---- |
| 1    | P      | Felgueiras                              | 75   |
| 2    | CH     | Alta Mesolcina                          | 63   |
| 3    | GR     | Athén - Plaka                           | 58   |
| 4    | M      | San Ġwann                               | 47   |
| 5    | H      | Budapest Pestszentlőrinc, Pestszentimre | 44   |
| 6    | I      | Villasimius                             | 43   |
| 7    | CZ     | Znojmo                                  | 36   |

## Döntő
- Helyszín: Budapest, Magyarország
- Tematika: Magyar találmányok, Gazdag Andrea mezőtúri születésű, szegedi egyetemi hallgató ötlete alapján

Az alábbi csapatok jutottak a döntőbe:
| Ország | Város             | Hely | Pont | Elődöntő |
| ------ | ----------------- | ---- | ---- | -------- |
| CH     | Vallemaggia       | 1    | 68   | 1        |
| CZ     | Brno              | 1    | 76   | 2        |
| GR     | Rodosz            | 1    | 62   | 3        |
| H      | Eger              | 1    | 62   | 3        |
| I      | Lanusei Ogliastra | 1    | 70   | 6        |
| M      | Fgura             | 3    | 55   | 5        |
| P      | Felgueiras        | 1    | 75   | 10       |

A döntő eredménye
| Hely | Ország | Város             | Pont |
| ---- | ------ | ----------------- | ---- |
| 1    | CZ     | Brno              | 72   |
| 2    | H      | Eger              | 63   |
| 3    | CH     | Vallemaggia       | 58   |
| 4    | P      | Felgueiras        | 52   |
| 5    | GR     | Rodosz            | 42   |
| 6    | M      | Fgura             | 40   |
| 7    | I      | Lanusei Ogliastra | 39   |